# Teška snajperska puška MACS M3
Teška snajperska puška MACS M3 hrvatske je proizvodnje. Poboljšana je verzija prethodnog modela MACS M2-A, a kao i taj model ova puška je namijenjena za djelovanje po živoj sili, neoklopljenim i lako oklopljenim vozilima, prizemljenim zrakoplovima, radarskim i drugim komunikacijskim antenama i sustavima. Koristi se i za eliminiranje neprijateljskih snajperista, uništavanje neeksplodiranih ubojnih sredstava i ostalo. Najefikasnije rezultate postiže na daljinama do 1500 m.

## Osobine
MACS M3 je puška Bullpup koncepcije. Cijev joj je skraćena na 760 mm što je utjecalo na težinu oružja pa je ova puška bez dodatne opreme teška svega 7,65 kg. Kalibar cijevi je 12,7x99 mm (Browning .50). Skraćenje cijevi nije bitnije utjecalo na balističke karakteristike, a početna brzina zrna je 850 m/s i manja je samo 5 m/s od modela MACS M2-A. Ukupna težina ove puške, uključujući optički ciljnik i teleskopske nožice, iznosi 8,8 kg.

## Korisnici
- Hrvatska
- Slovenija
- Bosna i Hercegovina
- Rumunjska[2]

## Vanjske poveznice
- http://www.janes.com/articles/Janes-Infantry-Weapons/MACS-M3-12-7-mm-sniper-rifle-Croatia.html%5Bneaktivna+poveznica%5D
- Croatian Antimaterial Rifles (engl.)